# Joseph Wedderburn

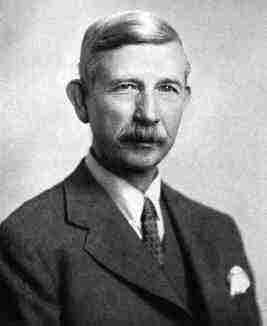
Joseph Wedderburn

Joseph Henry Maclagan Wedderburn (* 2. Februar 1882 in Forfar, Forfarshire, Schottland; † 9. Oktober 1948 in Princeton, New Jersey) war ein schottischer Mathematiker, der die längste Zeit seines Lebens an der Princeton University tätig war. Er wurde unter anderem bekannt für seine Beiträge im Bereich der Algebra.

## Leben
Joseph Wedderburn wurde als zehntes von vierzehn Kindern eines Arztes geboren. In der Familie seines Vaters überwogen die Geistlichen, in der seiner Mutter die Juristen. Er ging in Forfar nördlich Dundee und in Edinburgh zur Schule und begann 1898 mit einem Stipendium in Edinburgh zu studieren. Schon 1903 machte er dort seinen Master-Abschluss in Mathematik mit Bestnoten, während er gleichzeitig schon erste mathematische Arbeiten publizierte. 1903 bis 1904 setzte er sein Studium in Leipzig und Berlin fort, u. a. bei Ferdinand Georg Frobenius und Issai Schur. Seine Hinwendung zur Algebra festigte sich durch einen Aufenthalt in Chicago bei Oswald Veblen und Leonard Dickson, dem damals führenden Mathematiker in der Theorie der Algebren. Zurück in Edinburgh als Assistent von George Chrystal bewies Wedderburn 1905, dass jeder endliche Schiefkörper (division algebra) kommutativ ist, dieses Resultat ist heute auch als Satz von Wedderburn bekannt. Wedderburn gab insgesamt drei Beweise des Satzes, wovon allerdings der erste fehlerhaft war, (so dass eigentlich Dickson die Priorität zusteht, der im selben Jahr ebenfalls einen Beweis gab). Mit Veblen wandte er die Ergebnisse auf endliche projektive Geometrien an und zeigte, dass dort der Satz von Pascal aus dem Satz von Desargues folgt. Außerdem konstruierten sie endliche projektive Geometrien, in denen beide Sätze nicht gelten, vergleiche hierzu Quasikörper, auch Veblen-Wedderburn-System genannt.
1907 publizierte er eine grundlegende Arbeit, seine Dissertation, über die Klassifikation halbeinfacher Algebren (On hypercomplex numbers, Proc.London Math.Soc.) als direkte Summe einfacher Algebren, die sich wiederum als Matrizenalgebren über einem Schiefkörper darstellen lassen. Das wird im Satz von Artin-Wedderburn der Ringtheorie verallgemeinert.
1909 wurde er Assistent (Preceptor) in Princeton, wo auch Veblen lehrte. Im Ersten Weltkrieg meldete er sich bei Kriegsausbruch freiwillig und war zuletzt als Hauptmann mit der Entwicklung von Systemen zur akustischen Detektion von Artilleriestellungen beschäftigt. Bei seiner Rückkehr wurde er 1920 Assistenzprofessor in Princeton. 1912 bis 1928 war er Herausgeber der Annals of Mathematics. 1934 erschien sein Hauptwerk Lectures on the theory of Matrices. Wie Dirac mit seinem Buch über Quantenmechanik hatte Wedderburn die Angewohnheit, in Vorlesungen fast wörtlich daraus vorzutragen.
Wedderburn war charakterlich von sehr zurückhaltendem, scheuem Wesen. Während er am Anfang seines US Aufenthalts einen großen Freundeskreis hatte, mit dem er vorzugsweise Kanu- und Campingausflüge in die Wildnis unternahm, zog er sich aufgrund von Depressionen Ende der 1920er Jahre zunehmend zurück. Nach seiner Emeritierung 1945 vereinsamte er völlig, so dass auch das Datum seines Todes (Herzinfarkt in seinem Haus) nicht genau bekannt ist. Er heiratete nie.
Wedderburn wurde 1933 in die Royal Society gewählt, nachdem er schon seit 1904 Mitglied der Royal Society of Edinburgh war.
Zu seinen Schülern zählte Nathan Jacobson.